# Lâu đài Hoàng gia ở Poznań

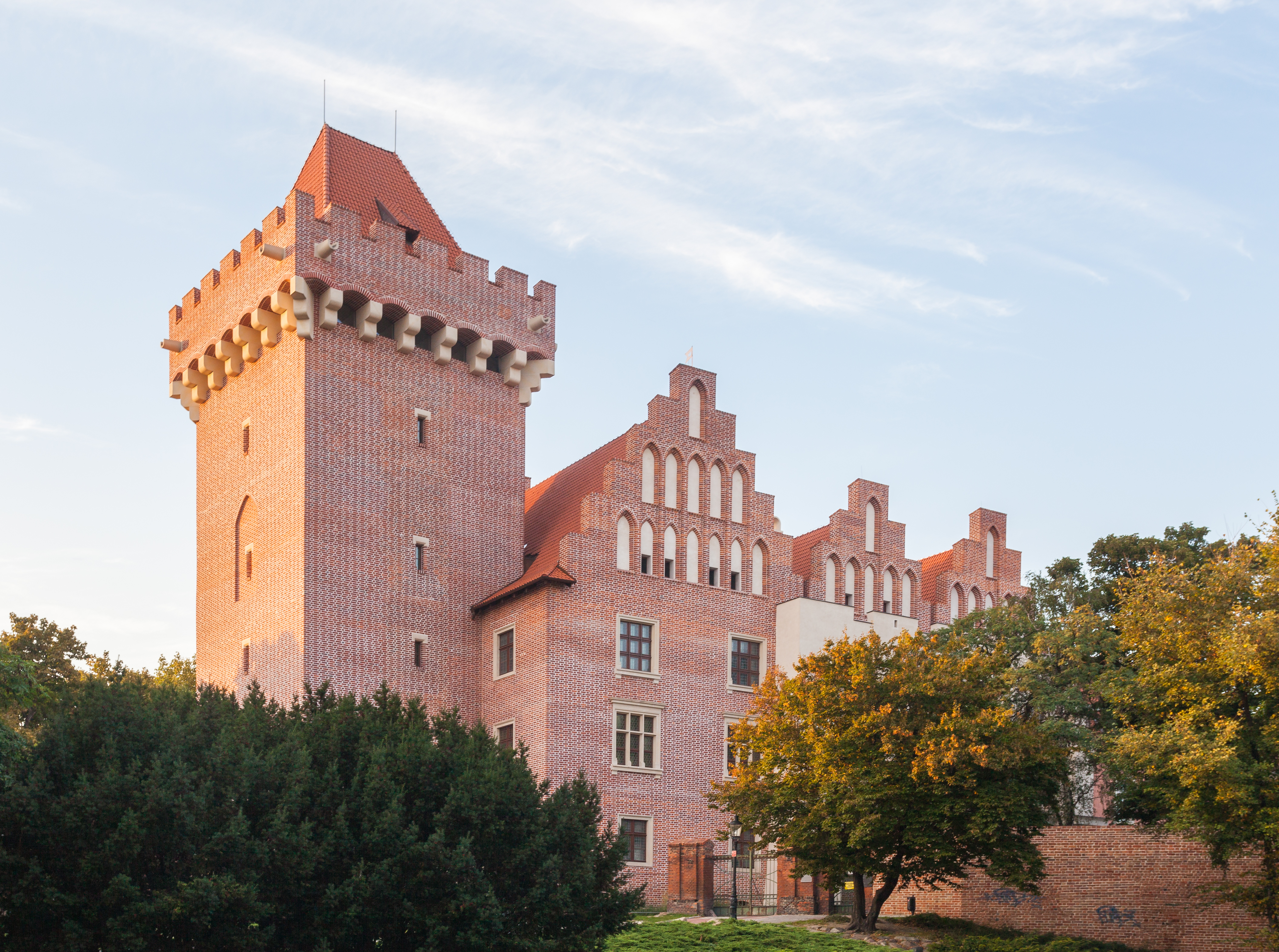
Lâu đài Hoàng gia ở Poznań (2014)

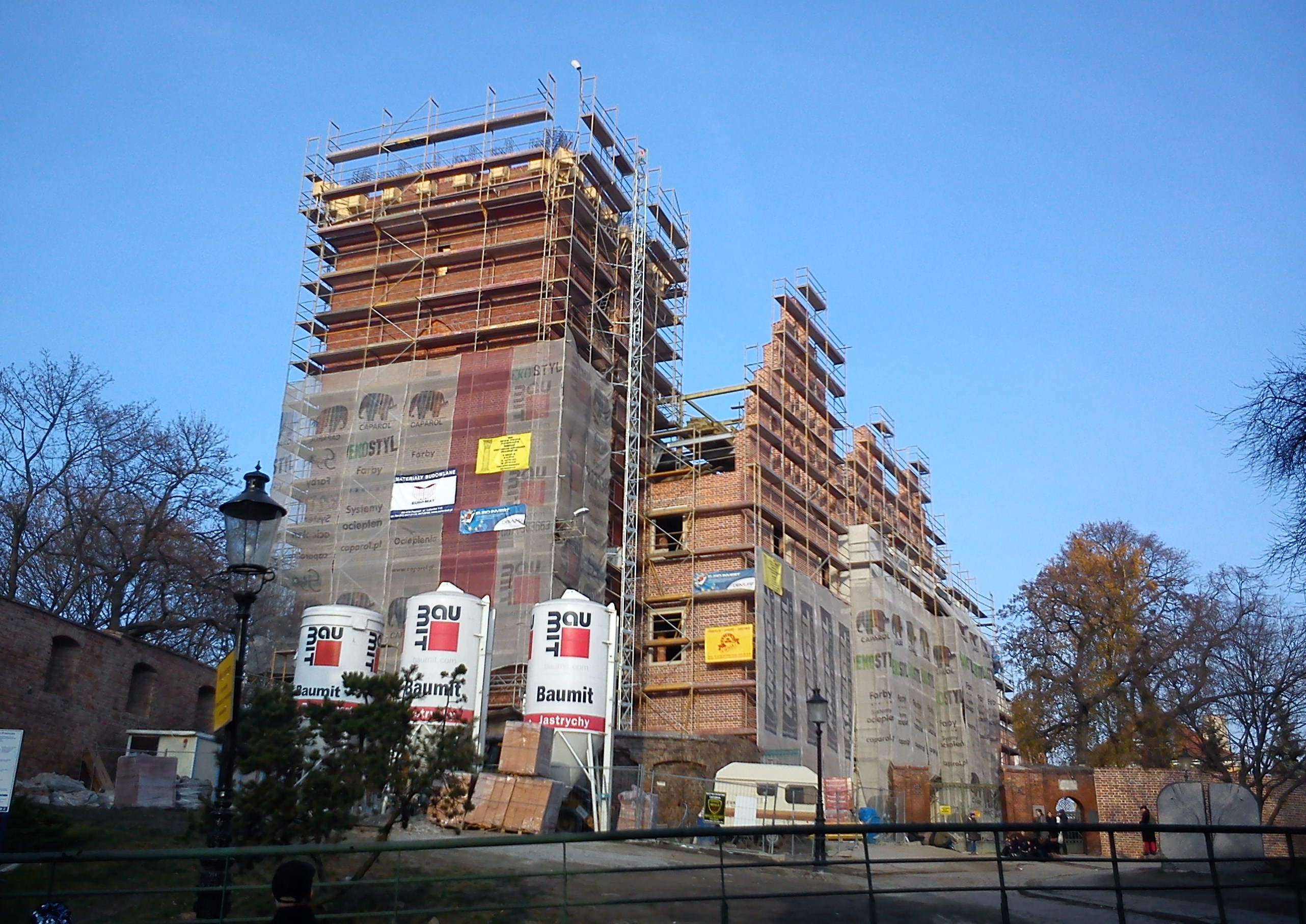
Quá trình xây dựng lại (2011)

Lâu đài Hoàng gia ở Poznań (tiếng Ba Lan: Zamek Królewski w Poznaniu) là một trong những lâu đài lịch sử có từ thế kỷ 13 dưới triều đại của Công tước Przemysł I, tọa lạc tại thành phố Poznań, Ba Lan.

## Lịch sử
| Mốc lịch sử                         | Mô tả |
| ----------------------------------- | --- |
| Thế kỷ 13                           | Lâu đài được xây dựng trên một ngọn đồi. Tên ngọn đồi hiện nay là Đồi Przemysław (Góra Przemysława). Chủ nhân lâu đài lúc bấy giờ được cho là Công tước Przemysł I.        |
| Năm 1337                            | Đây được xem là lâu đài lớn nhất ở Vương quốc Ba Lan. Lâu đài bao gồm: một tòa tháp do Przemysł I xây dựng, một tòa nhà 3 tầng khổng lồ (63,0 m x 17,5 m) và một tầng hầm. |
| Năm 1536                            | Lâu đài bị cháy trong một trận hỏa hoạn ở Poznań. Sau đó, lâu đài được xây dựng lại theo phong cách Phục hưng.                                                             |
| Đại hồng thủy Thụy Điển (1655-1660) | Lâu đài nhiều lần bị phá hủy và sau đó được xây dựng lại một phần. |
| Đại chiến Bắc Âu (1704)             | Lâu đài nhiều lần bị phá hủy và sau đó được xây dựng lại một phần. |
| Thế Chiến thứ hai                   | Lâu đài nhiều lần bị phá hủy và sau đó được xây dựng lại một phần. |
| Ngày 20 tháng 12 năm 2010           | Các phần đã bị phá huỷ trong chiến tranh bắt đầu được xây dựng lại. Các tòa nhà còn sót lại cũng được mở rộng và trùng tu tỉ mỉ.                                           |